# Vaktherapie
Vaktherapie, voorheen creatieve therapie, is de overkoepelende naam voor dramatherapie, beeldende therapie, muziektherapie, danstherapie, speltherapie en psychomotorische therapie. Een vaktherapeut is gespecialiseerd in minimaal één medium. In de behandeling staan vooral doen en ervaren centraal. Deze non-verbale vorm van geestelijke gezondheidszorg is een specialistische vorm van hulpverlening die erop gericht is veranderings-, ontwikkelings- en/of acceptatieprocessen te bewerkstelligen.
Aan vaktherapie liggen verschillende theorieën ten grondslag. De analoge-procestheorie of creatieve-procestheorie is er daar een van. Volgens deze theorie kan er door middel van een creatief medium zoals muziek, beeldende vorming of drama therapeutisch worden gewerkt zonder verbale reflectie.

## Geschiedenis
In Amerika zou men als grondleggers Margret Naumburg en Edith Kramer kunnen aanwijzen. Deze vrouwen begonnen kunst te gebruiken in hun therapieën.  Hoewel hun manier van denken over kunst als therapie heel anders was. Naumburg zag kunst als een uiting van “symbolisch spreken”, gevormd door het onderbewustzijn. Zij speelde een grote rol in de behandeling van haar cliënten, terwijl Kramer een rol meer op de achtergrond innam.
In dezelfde tijd kwam op verschillende plaatsen in Amerika hetzelfde idee op. “Wat nou als we creativiteit inzetten in onze therapieën?” Deze ontwikkeling zorgde ervoor dat een aantal Amerikaanse psychologen, zonder dat ze het van elkaar wisten, begonnen met creatieve therapie. Pas later, toen de communicatie verbeterde, hoorden ze van andermans therapieën. en zagen ze de vergelijkingen tussen de behandelmethodes.
De “grootvader” van de creatieve therapie in Engeland was kunstenaar Adrian Hill. Hij kwam achter de werking van kunst als therapie toen hij in 1942 zijn ervaringen met de ziekte tuberculose in een schilderij probeerde vast te leggen. Hoewel creatieve therapie in Engeland in dezelfde periode ontstond, duurde het langer voordat het geaccepteerd werd.
De verdeling tussen de verschillende media (drama, beeldend, muziek, dans en destijds, tuin) kwam pas later, toen de behoefte aan een onderscheid ontstond.

## Toepassing
Vaktherapie wordt vooral toegepast voor mensen met psychiatrische stoornissen en psychosociale problematiek. Het is een handelings- en ervaringsgerichte vorm van therapie: de door de cliënt opgedane ervaringen in vaktherapie leiden tot nieuwe vaardigheden en inzichten die praktisch toepasbaar zijn in het dagelijks leven. Deze vaardigheden kunnen liggen op emotioneel, cognitief, sociaal of lichamelijk gebied. De ervaring doet de cliënt op door te handelen in het medium, door het medium waar te nemen en (waar mogelijk) te  reflecteren over de ervaringen in en naar aanleiding van het medium. Aan de hand van overeengekomen behandeldoelen werkt de vaktherapeut methodisch. Het resultaat van de therapie kan bijvoorbeeld verwerking, verrijking of inzicht zijn en ook verbetering van het cognitieve of lichamelijk functioneren.
Daarnaast kan vaktherapie een bijdrage leveren aan observatie en diagnostiek.
De vaktherapeuten werken in de geestelijke gezondheidszorg, de algemene gezondheidszorg, de zorg voor verstandelijke en lichamelijk gehandicapten, de revalidatie, de verslavingszorg, het speciaal onderwijs, de jeugdhulpverlening, de zorg voor ouderen, specifieke werkvelden (zoals bijvoorbeeld hulp aan vluchtelingen) en in zelfstandige praktijken.

## Opleiding

### Nederland
Opleidingen voor psychomotorisch (kinder)therapeut, dramatherapeut, danstherapeut, muziektherapeut, speltherapeut en beeldend therapeut kunnen in Nederland worden gevolgd aan:
- Windesheim, Zwolle (Psychomotorische therapie en bewegingsagogiek)
- Le Bon Depart, Utrecht (Psychomotorische Kindertherapie)
- Hogeschool Leiden (kunstzinnig therapeut beeldend, muziek en spraak- en drama)
- Hogeschool van Arnhem en Nijmegen (drama, muziek, beeldend, daarnaast ook psycho-motorische therapie)
- Stenden Hogeschool (drama, beeldend, muziek)
- Zuyd Hogeschool, Heerlen (beeldend, muziek, drama, dans en beweging)
- Hogeschool Utrecht, Amersfoort (drama, muziek, beeldend); deze opleiding komt voor uit die aan het insitituut Middeloo, soms wel 'de bakermat van de creatieve therapie in Nederland' genoemd
- Conservatorium ArtEZ, Enschede (muziek)
- Fontys Hogeschool Tilburg, Voortgezette Opleiding Bewegingsexpressie Therapie (ontheffing beroepsspecifieke bachelor- dan wel masterverplichting tot 01-09-2010)
- Post-hbo Opleiding tot speltherapeut Hogeschool Utrecht, Utrecht (ontheffing beroepsspecifieke bachelor- dan wel masterverplichting tot 01-10-2020)
- Post-hbo Opleiding tot speltherapeut Inholland Academy, Amsterdam (ontheffing beroepsspecifieke bachelor- dan wel masterverplichting tot 01-10-2020)
- Post-hbo Opleiding tot speltherapeut Christelijke Hogeschool Ede, Ede (ontheffing beroepsspecifieke bachelor- dan wel masterverplichting tot 01-10-2020)
- Masteropleiding Pedagogiek, specialisatie Spel en Speltherapie Fontys Hogeschool Pedagogiek (augustus 2008 t/m juli 2013)

Om toegelaten te worden tot de opleidingen moet men eerst deelnemen aan een selectiebijeenkomst. In deze preselectie wordt gekeken of de kandidaat voldoende vaardigheden en affiniteit heeft met het medium voor gebruik in therapie.
Masteropleidingen in Nederland:
- Master Psychomotorische (kinder)therapie, Windesheim, Zwolle
- Master Danstherapie, Codarts, Rotterdam
- Master of Arts Therapies, Zuyd Hogeschool Heerlen (beeldend, muziek, drama, dans en beweging)

### België
In België bestaan drie bachelor-na-bachelor opleidingen creatieve therapie:
- Arteveldehogeschool te Gent (drama, muziek, beeldend, dans)
- Provinciale Hogeschool Limburg (beeldend)
- VSPW Balans te Gent-(Sint-Amandsberg) (volwassenenonderwijs) (beeldend, dans, beweging/dans, aandacht)

Het Lemmensinstituut is gespecialiseerd op masterniveau voor muziektherapie.

## Vereniging Vaktherapie
In 2006 ontstond in Nederland de Federatie Vaktherapie als vereniging voor creatieve therapie en psychomotorische therapie (voorheen De Nederlandse Vereniging van Creatief Therapeuten, NVCT, die in 2006 is opgeheven). Sindsdien wordt creatieve therapie vaktherapie genoemd.
De Federatie Vaktherapeutische Beroepen, opgericht op 14 maart 2006, is de overkoepelende organisatie van de vaktherapeutische beroepsverenigingen in Nederland. De FVB kent een eigen beroepsregister, het Register Vaktherapie. Om opgenomen te worden in het register moet een vaktherapeut minimaal een erkende opleiding in een van de vaktherapeutische beroepen hebben afgerond. De FVB vaktherapeuten handelen vanuit een gezamenlijke beroepscode en zetten zich in voor de vergoeding van behandelingen door zorgverzekeraars. De zeven beroepsverenigingen die lid zijn van de FVB zijn:
- Nederlandse Vereniging voor Psychomotorische Kindertherapie (NVPMKT)
- Nederlandse Vereniging voor Psychomotorische Therapie (NVPMT)
- Nederlandse Vereniging voor Beeldende Therapie (NVBT)
- Nederlandse Vereniging voor Danstherapie (NVDAT)
- Nederlandse Vereniging voor Dramatherapie (NVDT)
- Nederlandse Vereniging voor Muziektherapie (NVvMT)
- Nederlandse Vereniging van Speltherapeuten (NVVS)